# دنیز باریش
دنیز باریش (انگلیسی: Deniz Barış؛ زادهٔ ۲ ژوئیهٔ ۱۹۷۷) بازیکن فوتبال اهل ترکیه است.
از باشگاه‌هایی که در آن بازی کرده‌است می‌توان به باشگاه ورزشی گنچلربیرلیغی، باشگاه فوتبال آنتالیااسپور، باشگاه فوتبال سن پائولی، باشگاه فوتبال گروتر فورث، و باشگاه فوتبال فنرباغچه اشاره کرد.
وی همچنین در تیم ملی فوتبال ترکیه بازی کرده‌است.